# Keshan
Keshan (en chino, 克山; pinyin, Kèshān) es un condado  bajo la administración directa de la Prefectura Qiqihar en la Provincia de Heilongjiang, República Popular China.  Su área es de 3186 km² y su población total para 2010 superó los 500 mil habitantes. 

## Administración
Desde julio de 2020, el  Condado Keshan se divide en 15 pueblos que se administran en 7 poblados y 8 villas.